# 大長寺 (行田市)
大長寺（だいちょうじ）は、埼玉県行田市にある浄土宗の寺院。

## 歴史
元亀・天正年間（1570年 - 1592年）、岌善上人によって開山された。岌善は東北地方巡錫の折、当地にて原口与右衛門の帰依を受け、当寺を創建することになった。
その後、忍藩藩主阿部家の菩提寺になり、整備された。しかし明治初期の火災で全焼している。現在の本堂は1983年（昭和58年）に新築したものである。
当寺には「大長寺大仏」と称する大仏がある。初代の大仏は享保年間（1716年 - 1736年）に建立されたものであったが、金属類回収令によって供出してしまった。二代目の大仏は1995年（平成7年）に再建されたものである。

## 交通アクセス
- 行田市駅より徒歩9分。